# Diadegma fumatum
Diadegma fumatum là một loài tò vò trong họ Ichneumonidae.